# Polismyndigheten i Stockholms län
Polismyndigheten i Stockholms län var från 1 juli 1994 fram till och med 31 december 2014 en polismyndighet för Stockholms län, som då utgjorde ett polisdistrikt. Den var då då den fanns Sveriges största länspolismyndighet med cirka 6 900 anställda inom åtta polismästardistrikt, med säte i Stockholms polishus på Kungsholmen. 
Från 1 januari 2015 har Rikspolisstyrelsen och samtliga länspolismyndigheter slagits samman till en riksomfattande myndighet, Polismyndigheten. Polisregion Stockholm innefattar hela det geografiska område som Polismyndigheten i Stockholms län tidigare utgjorde.

## Bakgrund
Under 1990-talet ändrades polisdistrikten i Sverige från att omfatta en eller fler kommuner till att omfatta hela län. Detta innebar att mindre polismyndigheter slogs samman till en polismyndighet för varje län. I Stockholms län så fanns det 12 lokala polismyndigheter i länet innan 1 juli 1994, då Polismyndigheten i Stockholms län bildades. 
Polismyndigheten i Stockholm, som hade bildats 1 januari 1965 då förstatligandet av polisväsendet i Sverige ägde rum och som omfattande Stockholms kommun (med ledamöter i polisstyrelsen utsedda av Stockholms kommunfullmäktige), utgjorde stommen för den 1994 nybildade länspolismyndigheten. Polismyndigheten i Stockholm hade redan från 1976, efter beslut av regeringen, övertagit ansvaret för polisverksamheten i och kring Arlanda flygplats från Polismyndigheten i Märsta.
Länspolismästaren, som tidigare varit myndighetschef för Polismyndigheten i Stockholm blev efter 1 juli 1994 myndighetschef för Polismyndigheten i Stockholms län.
Genom förändringar i Polislagen upphörde Länsstyrelsen i Stockholms läns roll som "högsta polismyndighet i länet" 1 januari 1999.

### Polismästardistrikt
Polismästardistrikten var en lokal områdesindelning av Polismyndigheten i Stockholms län. (I andra svenska län användes andra benämningar för de lokala enheterna, till exempel polisområde.)
Länet var indelat i följande åtta polismästardistrikt (vars chefer var polismästare):
1. City polismästardistrikt
2. Söderorts polismästardistrikt
3. Västerorts polismästardistrikt
4. Roslagens polismästardistrikt
5. Norrorts polismästardistrikt
6. Nacka polismästardistrikt
7. Södertörns polismästardistrikt
8. Södertälje polismästardistrikt

## Grupper inom myndigheten
Som det såg ut kring 2014

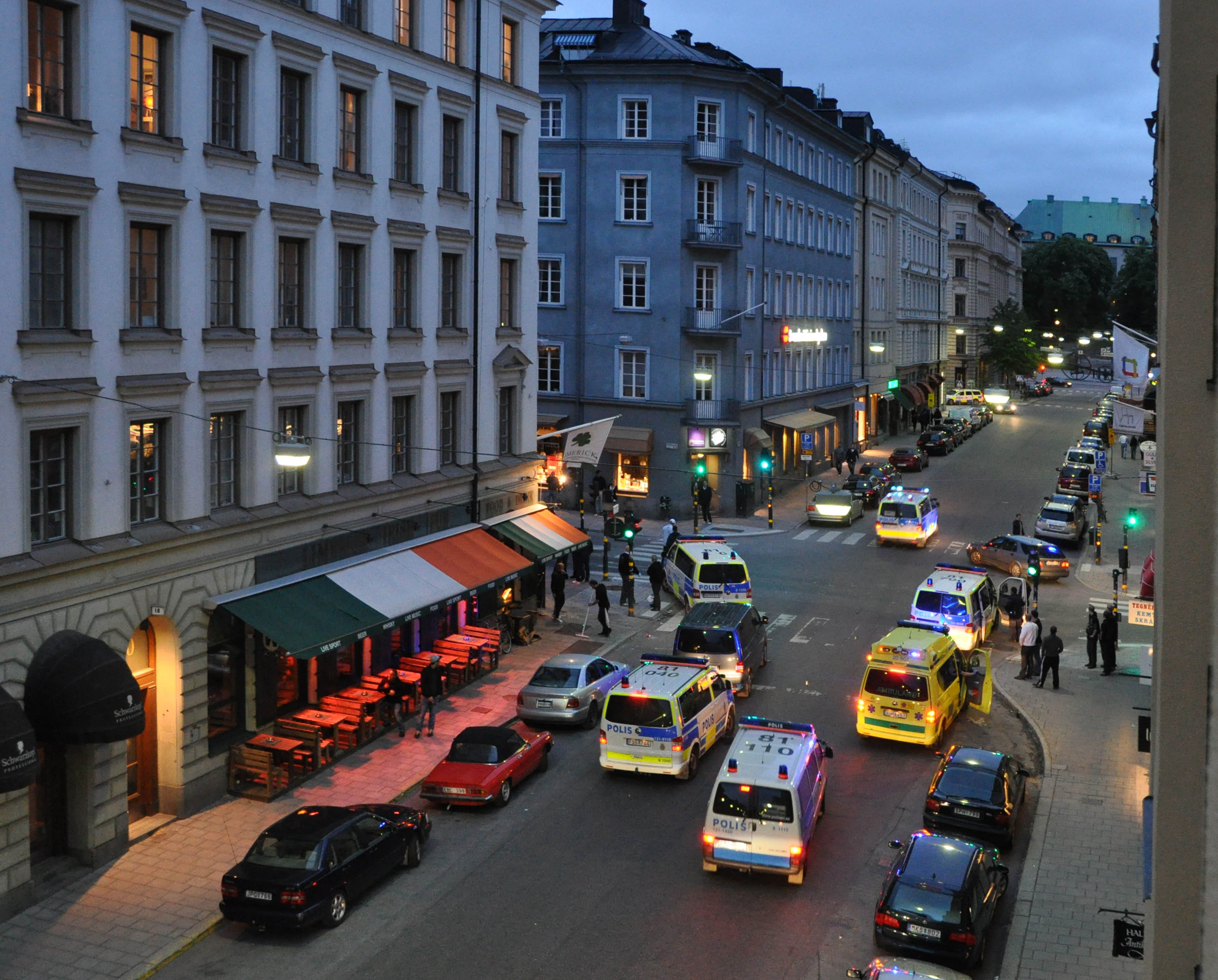
Polisingripande på Tegnérgatan.

- Ambassadgruppen var specialiserad på skydd av utländska ambassader och konsulat. Enheten arbetade också, tillsammans med Säkerhetspolisen, med det inre skyddet vid statsbesök.
- Hundenheten bestod av poliser utbildade till hundförare med polishundar. Arbetsuppgifterna kunde vara att leta efter försvunna personer eller övervakning av demonstrationer.
- Klotterkommissionen arbetade med att bekämpa klotter.
- Kommissionen mot Människohandel arbetade med att bekämpa människohandelsbrott, i första han "trafficking".
- Prostitutionsgruppen arbetade med att bekämpa prostitution. Gruppens huvudsakliga arbetsuppgift rörde personer som främjade prostitution i så kalkad koppleriverksamhet samt personer som köpte sexuella tjänster. Ett annat viktigt arbetsområde för Prostitutionsgruppen var att hitta och identifiera minderåriga som utnyttjades i prostitution.

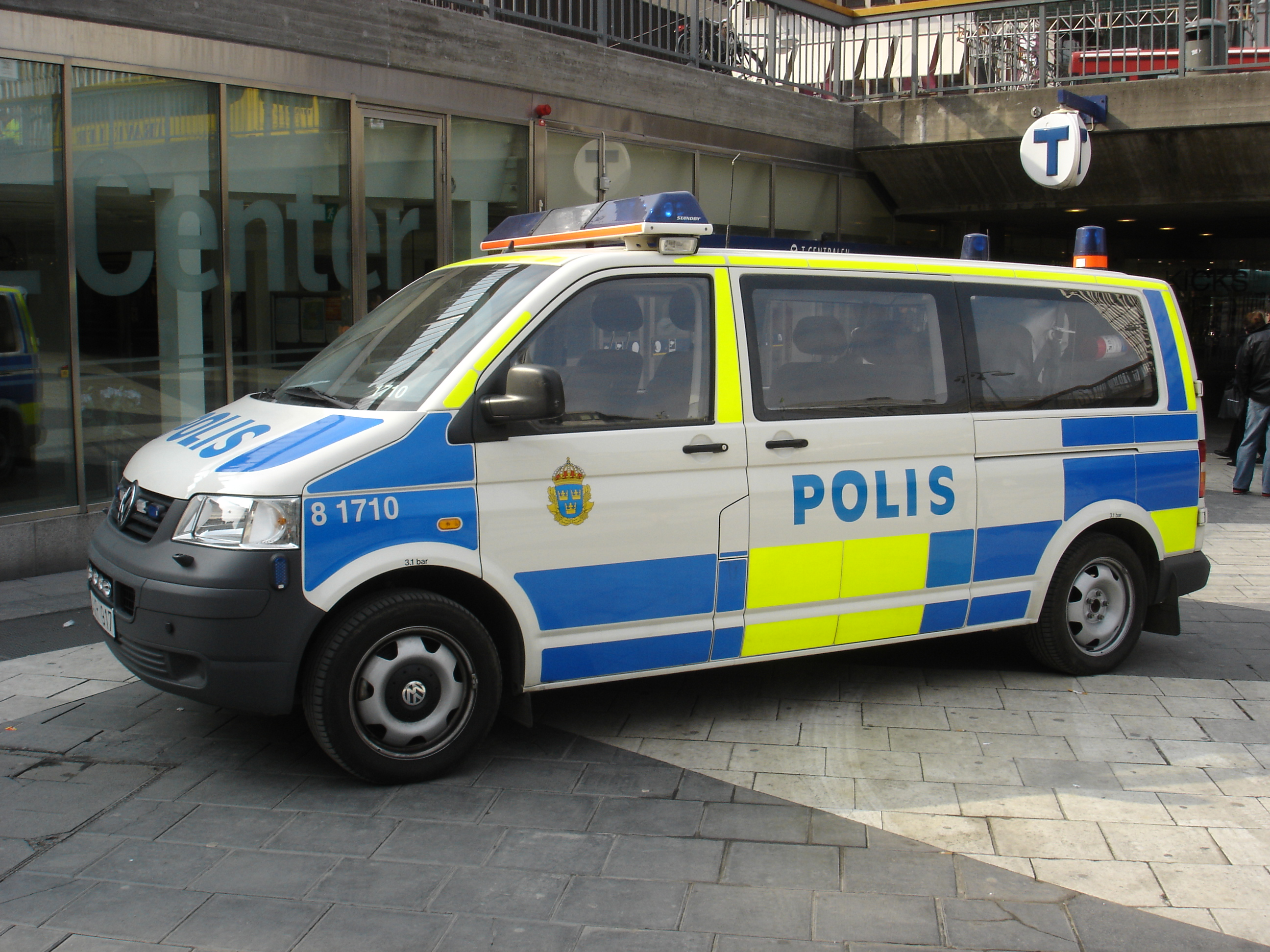
Polisbuss med äldre numrering vid Sergels torg i Stockholm

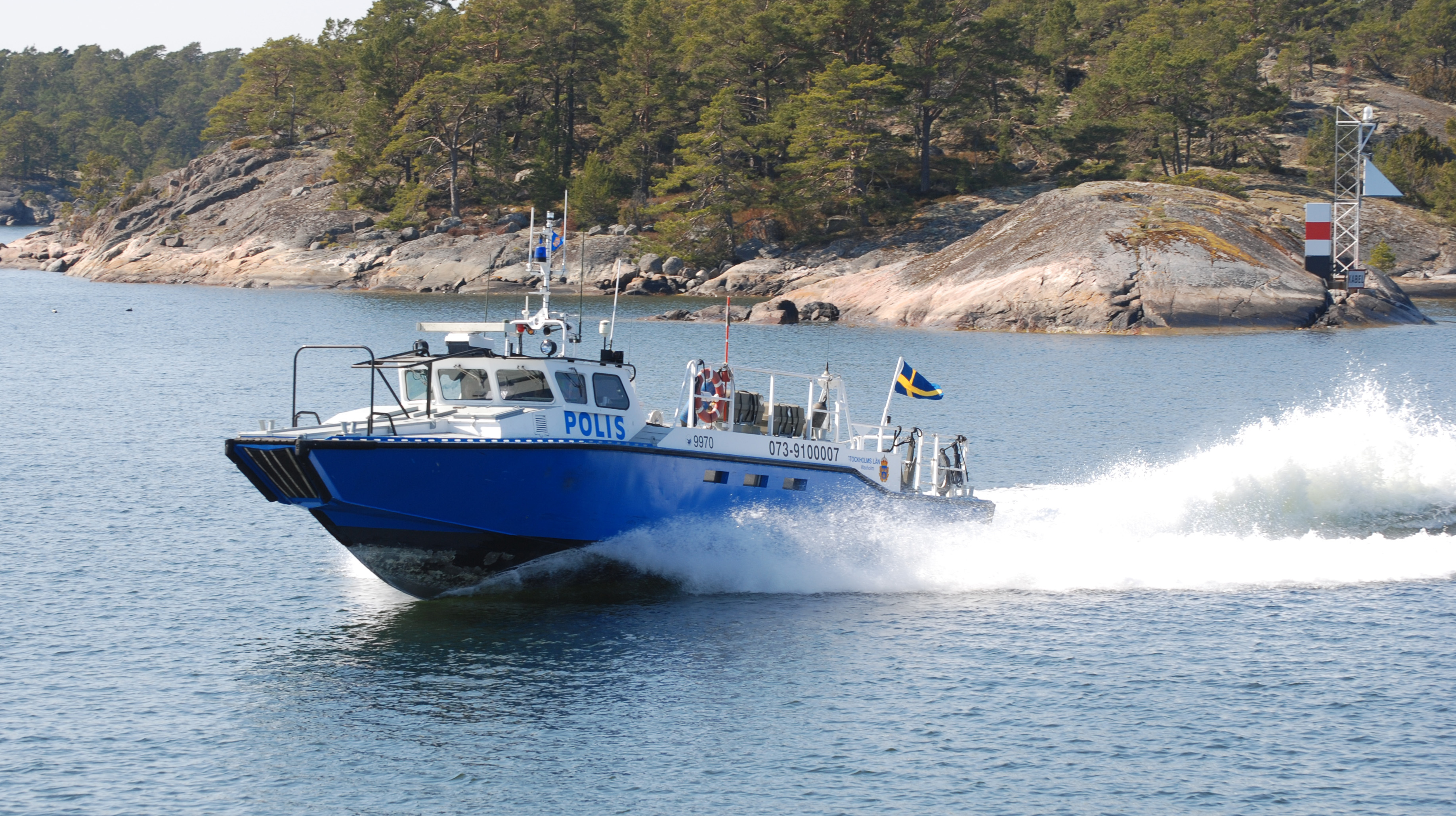
Den tidigare polisbåten 39-9970, en Stridsbåt 90H i äldre målning, öster om Matsholmen i Stockholms skärgård, 2011

- Krogsektionen arbetade med att bekämpa narkotikahanteringen kopplad till krog- och nöjesvärlden. Krogsektionen arbetade uteslutande civilt utanför och inne på krogarna.
- Plattangruppen arbetade med att bekämpa narkotikahanteringen på Sergels torg och i dess närområde.
- Polisrytteriet användes ofta vid större händelser som till exempel fotbollsderbyn eller demonstrationer för att skingra folkmassor.
- Ungdomssektionen arbetade med att beivra narkotikabruk, -missbruk och -försäljning bland och till ungdomar. Målgruppen var främst 15-20-åringar men även yngre och äldre drogbrukare.
- Piketenheten hade som huvuduppgift att ingripa i särskilt komplicerade och farliga situationer. Andra arbetsuppgifter var eskort av värdetransporter, personer och räddningstjänst.[7]
- Sjöpolisen i Stockholm var en av två sjöpolisenheter i Sverige (den andra sjöpolisenheten fanns inom Polismyndigheten Västra Götaland), baserad i Nacka strand.
- Tunnelbanepolisen arbetade med att upprätthålla ordning i kollektivtrafikens miljöer.

## Övrigt

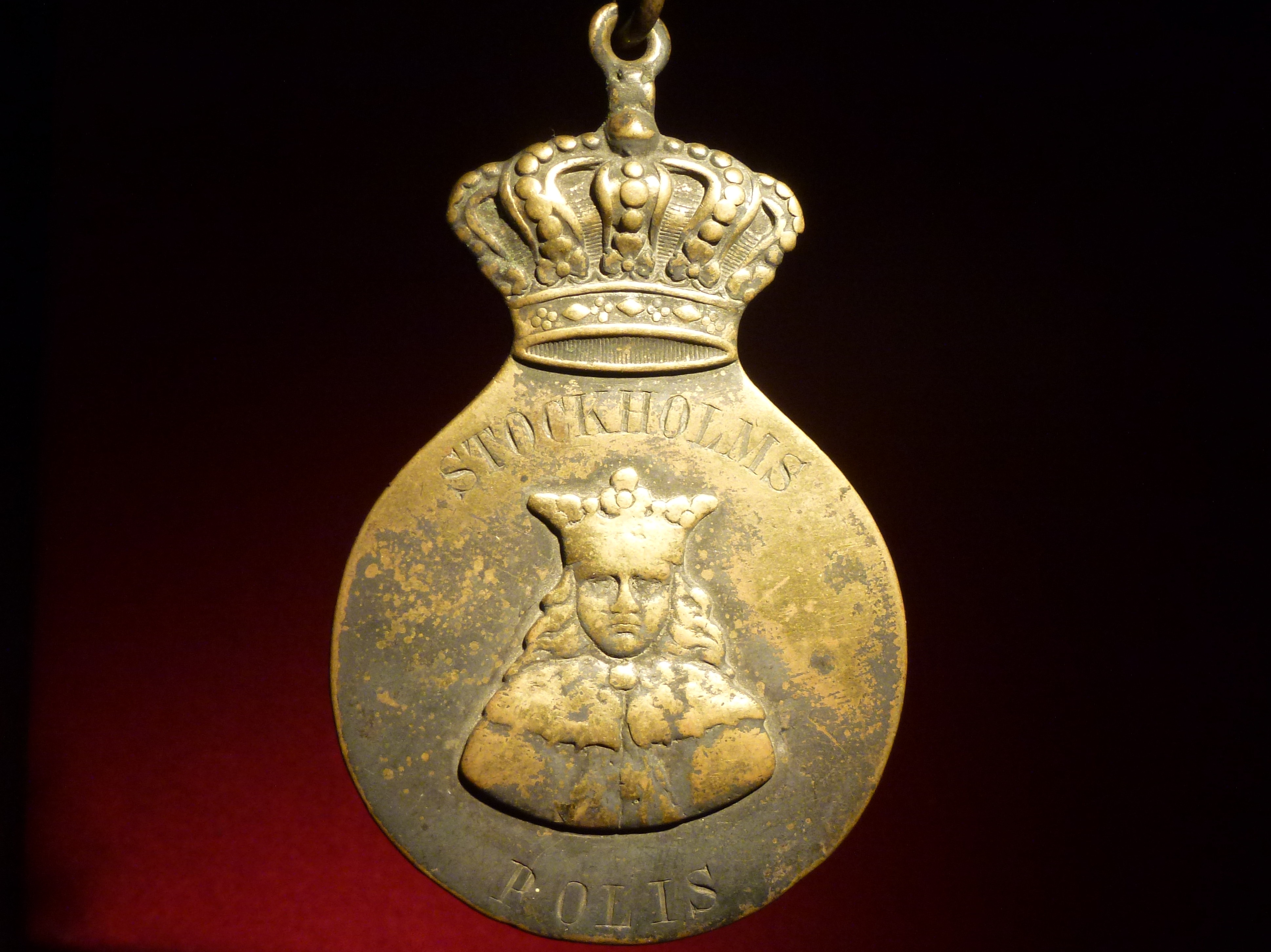
Polisbricka Stockholm 1800-tal.

- En kvinnlig polisavdelning bildades 1926, vilket de kvinnliga stadsfullmäktigeledamöterna i Stockholm motionerat om. De kvinnliga poliserna skulle utföra patrulltjänst samt arbeta förebyggande mot ungdomar. Civilklädda, kvinnliga poliser skulle även övervaka danslokalerna och "inrapportera sina erfarenheter till polisbefälet".[8]